# NGC 3141
NGC 3141 ist eine linsenförmige Galaxie vom Hubble-Typ S0-a im Sternbild Wasserschlange am Südsternhimmel. Sie ist rund 372 Millionen Lichtjahre von der Milchstraße entfernt.
Das Objekt wurde am 1. Januar 1886 von Francis Leavenworth entdeckt.